# Deep India
Albums de Éric Mouquet
Deep Brasil
(2008) Deep Africa
(2013)
Deep India est un album musical de Éric Mouquet, un des fondateurs de Deep Forest. Pour cet album il a collaboré avec le musicien indien Rahul Sharma, joueur de santour.
L'album est sorti en février 2013 sous le label Sony Music Entertainment.
Il a été joué en concert à Bangalore en Inde, avec Éric Mouquet aux synthétiseurs, le bassiste Alune Wade, le batteur David Fall, et Olyza Zamati au chant.

## Liste des pistes
| No  | Titre                      | Durée |
| --- | -------------------------- | ----- |
| 1.  | Viva Madikeri              | 5:58  |
| 2.  | Bihu                       | 4:45  |
| 3.  | Rajasthan                  | 4:54  |
| 4.  | Dhol Lejhim                | 5:09  |
| 5.  | Thillelo                   | 3:40  |
| 6.  | Punjab                     | 5:59  |
| 7.  | The Village                | 6:43  |
| 8.  | Mountain Ballad            | 7:06  |
| 9.  | Sounds Of The Village      | 4:08  |
| 10. | Viva Madikeri (Radio Edit) | 4:01  |